# Jan Woltjer (astronome)
Pour les articles homonymes, voir Woltjer.
Jan Woltjer (Jan J. Woltjer Jr.), né le 3 août 1891 à Amsterdam et mort le 28 janvier 1946 à Leyde, est un astronome néerlandais. 
Woltjer était le fils du savant classique Jan Woltjer. Le 13 décembre 1916, il épousa Hillegonda de Vries à Groningue. Il a travaillé et enseigné à l'Université de Leyde, où Gerard P. Kuiper fut l'un de ses étudiants. Il est le père de l'astronome Lodewijk Woltjer (1930-2019), qui a été directeur général de l'Observatoire européen austral de 1975 à 1987. 
Le cratère lunaire Woltjer et l'astéroïde (1795) Woltjer portent tous deux son nom. 